# Football Club Lugano
El Football Club Lugano es un club de fútbol suizo, de la ciudad de Lugano en el Cantón del Tesino en la parte italiana de Suiza. Fue fundado en 2003 con la desaparición del famoso FC Lugano. Jugaba en la temporada 2003-2004 en la cuarta división suiza (2ème ligue) con el equipo de los menos 21 años. Un año después, el AC Lugano fusionó con el FC Malcantone Agno (en las afueras de Lugano) que ganó su lugar en Challenge League, la segunda división de Suiza. Ese nuevo club guardó el nombre de AC Lugano así como los colores negro y blanco del antiguo FC y AC Lugano. En la ocasión del centenario del antiguo FC Lugano, el 4 de junio de 2008, y en acuerdos con los dirigentes y la municipalidad de Agno, el club volvió a tomar el patrocinio de FC Lugano, así como su logo.

## Palmarés

### Torneos nacionales
- Superliga Suiza (3): 1938, 1941, 1949
- Challenge League (1): 2015
- Copa de Suiza (4): 1931, 1968, 1993, 2022

## Participación en competiciones de la UEFA
| Competicion UEFA | Competicion UEFA              | Competicion UEFA  | Competicion UEFA     | Competicion UEFA | Competicion UEFA | Competicion UEFA |
| Temporada        | Torneo                        | Ronda             | Club                 | Casa             | Visita           | Global           |
| ---------------- | ----------------------------- | ----------------- | -------------------- | ---------------- | ---------------- | ---------------- |
| 1968/69          | UEFA Cup Winners' Cup         | 1                 | FC Barcelona         | 0-1              | 0-3              | 0-4              |
| 1971/72          | UEFA Cup                      | 1                 | Legia Warszawa       | 1-3              | 0-0              | 1-3              |
| 1993/94          | UEFA Cup Winners' Cup         | Clasificatoria    | FC Neman Grodno      | 5-0              | 1-2              | 6-2              |
| 1993/94          | UEFA Cup Winners' Cup         | 1                 | Real Madrid C. F.    | 1-3              | 0-3              | 1-6              |
| 1995/96          | UEFA Cup                      | Preliminar        | Jeunesse Esch        | 4-0              | 0-0              | 4-0              |
| 1995/96          | UEFA Cup                      | 1                 | Inter Milan          | 1-1              | 1-0              | 2-1              |
| 1995/96          | UEFA Cup                      | 2                 | SK Slavia Prague     | 1-2              | 0-1              | 1-3              |
| 2001/02          | UEFA Champions League         | 2ª Clasificatoria | FC Shakhtar Donetsk  | 2-1              | 0-3              | 2-4              |
| 2002/03          | UEFA Cup                      | Clasificatoria    | FK Ventspils         | 1-0              | 0-3              | 1-3              |
| 2017/18          | UEFA Europa League            | Grupo G           | Hapoel Be'er Sheva   | 1-0              | 1-2              | 3.er lugar       |
| 2017/18          | UEFA Europa League            | Grupo G           | Steaua București     | 1-2              | 2-1              | 3.er lugar       |
| 2017/18          | UEFA Europa League            | Grupo G           | Viktoria Plzeň       | 2-1              | 1-4              | 3.er lugar       |
| 2019-20          | UEFA Europa League            | Grupo B           | Copenhague           | 0-1              | 0-1              | 4.to lugar       |
| 2019-20          | UEFA Europa League            | Grupo B           | Dinamo de Kiev       | 0-0              | 1-1              | 4.to lugar       |
| 2019-20          | UEFA Europa League            | Grupo B           | Malmö                | 0-0              | 1-2              | 4.to lugar       |
| 2022–23          | UEFA Europa Conference League | Tercera ronda     | Hapoel Be'er Sheva   | 0–2              | 1–3              | 1–5              |
| 2023-24          | UEFA Europa League            | Play-off          | Union Saint-Gilloise | 0-1              | 0-2              | 0-3              |
| 2023-24          | UEFA Europa Conference League | Grupo D           | Brujas               | 1-3              | 0-2              | 4.to lugar       |
| 2023-24          | UEFA Europa Conference League | Grupo D           | Besitkas             | 0-2              | 3-2              | 4.to lugar       |
| 2023-24          | UEFA Europa Conference League | Grupo D           | Bodø/Glimt           | 0-0              | 2-5              | 4.to lugar       |
| 2024-25          | UEFA Champions League         | 2ª Clasificatoria | Fenerbahce           | 3-4              | 1-2              | 4-6              |
| 2024-25          | UEFA Europa League            | 3ª Clasificatoria | FK Partizan          | 2-2              | 1-0              | 3-2              |
| 2024-25          | UEFA Europa League            | Play-off          | Besitkas             | 3-3              | 1-5              | 4-8              |
| 2024-25          | UEFA Europa Conference League | Fase Liga         | HJK Helsinki         | 3-0              |                  | 6to lugar        |
| 2024-25          | UEFA Europa Conference League | Fase Liga         | FK Mladá Boleslav    |                  | 1-0              | 6to lugar        |
| 2024-25          | UEFA Europa Conference League | Fase Liga         | FK TSC               |                  | 1-4              | 6to lugar        |
| 2024-25          | UEFA Europa Conference League | Fase Liga         | KAA Gent             | 2-0              |                  | 6to lugar        |
| 2024-25          | UEFA Europa Conference League | Fase Liga         | Legia Warszawa       |                  | 2-1              | 6to lugar        |
| 2024-25          | UEFA Europa Conference League | Fase Liga         | Pafos                | 2-2              |                  | 6to lugar        |
| 2024-25          | UEFA Europa Conference League | 1/8               | Celje                | 5-4              | 0-1              | 5-5 (1-3 p.p.)   |